# Guayaramerín
Guayaramerín é uma cidade no departamento do Bêni, na Bolívia. Possui um porto situado na margem esquerda do rio Mamoré, em frente à cidade rondoniense de Guajará-Mirim, no Brasil, e a uma distância de 93 quilômetros de Riberalta e de 1115 quilômetros de Trinidad. De acordo com o censo realizado em 2001, a cidade possui 33 095 habitantes. Sua população estimada para 2010 era de 40 000 habitantes.
Em frente à cidade, no rio Mamoré, está a pequena ilha de Suárez, ou Guajará-Mirim de acordo com o governo brasileiro. A ilha tem sido disputada pelos dois países. Os tratados de 1867, 1877 e 1958 não resolveram a questão. A cidade possui um consulado brasileiro e um pequeno aeroporto com voos regulares.
- latitude: 10° 48' 0 Sul
- longitude: 65° 22' 60 Oeste
- altitude: 119 metros